# Capela do Pilar (Ribeirão Pires)
A Capela de Nossa Senhora do Pilar, conhecida popularmente como Capela do Pilar, é um templo católico consagrado à Virgem do Pilar, fundado em 25 de março de 1714, e localizado no município de Ribeirão Pires (antigo bairro de Caguaçu). 
O templo é o segundo mais antigo da região do Grande ABC, perdendo apenas para a Capela de Santa Cruz, situada em Rio Grande da Serra (antigo bairro de Zanzalá) e datada de 03 de maio de 1600. Esta, porém, foi demolida e uma réplica foi inaugurada somente em 2011.

## Origem
Em 1677, Antônio Correa de Lemos foi nomeado no lugar de Domingos Leme da Silva como capitão das ordenanças do bairro de Caguaçu. Lemos também ocupou o cargo de capitão-mor da Capitania de São Vicente e São Paulo, de 1703 a 1706. 
Era um respeitado bandeirante que morava no bairro de Morada Santa Tereza, próximo à atual Praça da Sé. Um dos motivos de sua nomeação foi a necessidade de encontrar ouro e prata nos remansos do Taiaçupeba e do Guaió, pois acreditava-se que a região era farta desses minérios, o que em poucos anos acabou não se confirmando. Aliás, a escassez de minérios na região é o que, segundo alguns historiadores, explica a pobreza e simplicidade do templo, diferentemente da Basílica Menor de Nossa Senhora do Pilar, situada em Ouro Preto.
Acredita-se que Antônio Corrêa de Lemos tenha se envolvido pessoalmente na atividade mineira, muito perigosa para a saúde humana. Como consequência, contraiu uma doença que o deixou gravemente enfermo. Por volta de 1713 e 1714, já curado, mandou edificar um templo como pagamento de uma promessa à Nossa Senhora do Pilar, a qual, segundo a sua crença, lhe proporcionou a cura por intercessão divina. 

## Fundação
O dia da fundação da capela foi 25 de março de 1714 e caiu em um domingo, dia de santa missa. Coincidentemente, no calendário litúrgico daquele ano, o dia também foi dedicado à Virgem do Pilar e consagrado à Indulgência Plenária.
Outro fator que explica a denominação do templo é que a Virgem do Pilar foi muito venerada, no decorrer do Ciclo do Ouro, como protetora dos bandeirantes paulistas, em especial no decurso da Guerra dos Emboabas. A historiadora Beatriz Coelho afirma que esse culto mariano tomou impulso no Brasil a partir do ano de 1690, quando os carmelitas fizeram a entronização da Virgem em Salvador (BA). Coelho acredita que a veneração começou a se espalhar a partir das Bandeiras. Em Minas Gerais, por exemplo, teria sido levada pela Bandeira de Bartolomeu Bueno. Wanderley dos Santos também relaciona a Virgem do Pilar aos carmelitas. Ele afirma que o bandeirante e capitão-mor Antônio Correa de Lemos (fundador da capela), era membro da Venerável Ordem Terceira do Carmo (um ramo da Ordem composto apenas por membros leigos) e aparece em documentos eclesiásticos como protetor do templo. Naturalmente, ao falecer em 23 de julho de 1735, ele seria sepultado na Ordem do Carmo, em São Paulo. 
Por este motivo, acredita-se que Antônio Corrêa de Lemos, sendo bandeirante e membro da Ordem Terceira do Carmo, tenha seguido essa lógica, a exemplo de outras fundações, como a de São Paulo (dedicada ao dia do Apóstolo Paulo), ou de São Vicente (dedicada ao dia de Vicente de Saragoça). 
A fundação da capela não foi um ato aleatório, mas planejada pelo próprio capitão-mor. A presença do bispo Dom Francisco de São Jerônimo, bispo de São Sebastião, e do Frei Pacífico, da Igreja de São Francisco, denota a clara intenção de pagar uma promessa e, ao mesmo tempo, obter a Indulgência Plenária, redimindo-se de seus pecados. Isso porque o contexto era de perseguição religiosa promovida por Dom Francisco de São Jerônimo, que já havia atuado como inquisidor do Santo Ofício em Évora.
Com a morte de Antônio Corrêa de Lemos, em 1735, aos 83 anos, o bairro do Caguaçu passou ao comando de outros capitães, mas nenhum se destacou como ele. Em 1809, um de seus sucessores, o capitão-mor João Franco da Rocha, acrescentou a torre sineira à nave da capela, com o patrocínio de João José Barbosa Ortiz - fazendeiro cujas propriedades tomavam grande parte do antigo Bairro do Caguaçu e da atual cidade de Mauá.
Em 1831, o povoado que ali vivia sob o nome de Caguaçu passou a se chamar Bairro do Pilar, ficando vinculado à recém-criada Freguesia de São Bernardo.
A descoberta das primeiras informações históricas foi feita somente em 1974 pelo historiador Wanderley dos Santos, em sua monografia Ribeirão Pires, publicada postumamente em livro com o título História de Ribeirão Pires. Até então, a escassa historiografia da cidade defendia a tese de que a capela seria a antiga ermida de Santo Antônio, construída por ordens do padre jesuíta Leonardo Nunes, e cumprida por João Ramalho, nos idos do século XVI. Essa teoria foi desmentida pela pesquisa de Wanderley dos Santos.

## Patrimônio Cultural
Em 1975, a Capela do Pilar foi tombada (protegida legalmente) pelo CONDEPHAAT (Conselho de Defesa do Patrimônio Histórico, Artístico, Arqueológico e Turístico do Estado de São Paulo), firmando-se como um importante exemplar arquitetônico do século XVIII na região. De pequenas dimensões, apresenta em sua elevação frontal uma torre e, no trecho que corresponde à nave, apenas uma porta, com verga em arco pleno. Lateralmente, a fachada apresenta uma varanda reentrante, típica das construções bandeiristas. A edificação chegou até os dias de hoje praticamente inalterada.
Em 1985, teve início a sua restauração, finalizada somente em 1987. Em 2008, ocorreu a sua segunda restauração, ambas coordenadas pelo CONDEPHAAT, desta vez para refazer o telhado. Em 2018, a capela foi tombada na esfera municipal pelo CONDEP (Conselho de Defesa do Patrimônio Cultural e Natural de Ribeirão Pires), em regime ex-officio.